# Наступ на Хаму (2024)
Наступ на Хаму 2024 року — військова операція, розпочата сирійськими повстанцями під час наступу на північний захід Сирії у 2024 році, що є одним з етапів громадянської війни в Сирії.

## Передумови
27 листопада 2024 року сирійські опозиційні угруповання на чолі з «Тахрір аль-Шам» розпочали наступ на проурядові сили на північному заході Сирії. Це перший найбільший наступ в конфлікті після перемир'я в Ідлібі в березні 2020 року. Результатом операції стало швидке захоплення опозиційними силами десятків сіл і значне послаблення оборони проурядових сил. Атака спричинила втечу людей до різних сирійських міст, у тому числі й до Хами.

## Битва
30 листопада 2024 року сили повстанців підійшли до околиць Хами. Проурядові сили почали відходити з міста Хама та його авіабази.